# Chrosiothes minusculus
Chrosiothes minusculus är en spindelart som först beskrevs av Willis J. Gertsch 1936.  Chrosiothes minusculus ingår i släktet Chrosiothes och familjen klotspindlar. Inga underarter finns listade i Catalogue of Life.